# Roel Verhoeven
Roel Verhoeven (Vinkel, 20 mei 1992) is een Nederlandse mountainbiker.

## Jeugd en Amateurs
In 2010 wist Verhoeven een derde plek te bemachtigen op het NK XC voor junioren. In 2013 werd hij tweede op het NK XCM voor de amateurs. Datzelfde jaar werd hij eerste in de Topcompetitie Nieuwkuijk. In 2015 wist hij eerste te worden op het NK XCM voor amateurs. Naast het mountainbiken heeft hij ook een voorliefde voor triatlons, waar de 19de plek op de Embrunman (11:02.14) in 2015 het hoogtepunt van was.

## Elite
In 2016 kwam Verhoeven uit bij de Elites, voor het Sforz Racing Team. Dit jaar werden vrijwel alle marathons in Nederland, België en Duitsland afgewerkt, waarbij uiteindelijk de SforZ Continental Marathoncup werd gewonnen. Sinds november 2016 rijdt Verhoeven voor het MijnBAD - Liv/Giant Offroad Team, waar hij zich zal focussen op de marathon afstanden bij de elites. Verhoeven wist zich in Girona te kwalificeren voor het WK marathon in 2017.
Tijdens de MB-race 2018  wist hij zich te kwalificeren voor het WK marathon 2018 in  Auronzo di Cadore. 
Per 2019 komt Verhoeven uit voor het KMC team.

## Palmares
2015
- 4de NK XCO Zoetermeer
- 3de Open NK marathon mountainbike bij de Masters 1
- 18de Embrunman Triatlon

2016
- 18de BeMC
- 2de Open NK marathon mountainbike Rursee
- 1ste Saalhausen marathon
- 8de plek NK marathon mountainbike Bart Brentjens Challenge
- 2de plek Drenthe 200[5]

2017
- 2de Langeberg Marathon

2018
- 2de Dutch Masters of MTB
- 3de Rhens Rhein MTB Marathon
- 2de Montferland Wielerfestival
- 2de Marathon Amerongse Berg
- 3de Vulkanbike Eifel Marathon
- 6de NK Marathon
- 19de MB Race [6]
- 1ste La Chouffe Marathon
- 56ste WK Marathon
- 3de Bart Brentjens Challenge
- 2de Drenthe 200